# 异樱花素
异樱花素（也称为5,7-二羟基-4'-甲氧基黄烷酮）是一种有机化合物，化学式C16H14O5，属于黄烷酮类化合物，它是柚皮素的4'-氧甲基衍生物。